# Czernichów (Piccola Polonia)
Czernichów è un comune rurale polacco del distretto di Cracovia, nel voivodato della Piccola Polonia.
Ricopre una superficie di 83,8 km² e nel 2004 contava 12 798 abitanti.